# Antonio Montero Vázquez
Antonio Juan Montero Vázquez (Madrid, 24 de junio de 1963) es un periodista español, especializado en crónica social.

## Biografía
Tras graduarse en el Instituto Ramiro de Maeztu, se licenció en Periodismo por la Universidad Complutense de Madrid en 1987. Inicia su trayectoria profesional en 1986, entrando en la Agencia de noticias Korpa. En 1991 crearía, junto a su esposa, la Agencia Teleobjetivo.
Durante la década de 1990 desarrolla su actividad fundamentalmente como paparazzo en medios escritos, para pasar posteriormente a la televisión, en calidad de entrevistador y colaborador en numerosos programas de crónica social, entre los que destacan ¿Dónde estás, corazón? (2003-2011), en Antena 3 y Sálvame (desde 2018) en Telecinco.
Es autor de dos libros: Yo soy Lulú y tú (2005), que relata la vida de una prostituta de lujo y Paparazzi Confidencial. Crónica de una profesión maldita (2016).

## Vida privada
Casado el 8 de septiembre de 1989 con la también periodista Marisa Martín Blázquez, la pareja se divorció en 2015. Son padres de dos hijos, Nicolás y Marieta.
En diciembre de 2018 superó una operación quirúrgica para extirparle un tumor maligno en una pierna.
Su madre, Ana María Vázquez, falleció el 28 de marzo de 2020, tras 17 años padeciendo mal de Alzheimer.

## Trayectoria televisiva
| Año           | Programa                         | Cadena    | Notas       |
| ------------- | -------------------------------- | --------- | ----------- |
| 1998 - 2002   | Tómbola                          | Canal Nou | Colaborador |
| 2001 - 2004   | Sabor a ti                       | Antena 3  | Colaborador |
| 2003 - 2011   | ¿Dónde estás, corazón?           | Antena 3  | Colaborador |
| 2009 - 2010   | Tal cual lo contamos             | Antena 3  | Colaborador |
| 2011          | El gran debate                   | Telecinco | Colaborador |
| 2011 - 2013   | Materia reservada                | Telecinco | Colaborador |
| 2013 - 2014   | Abre los ojos... y mira          | Telecinco | Colaborador |
| 2017          | Mad in Spain                     | Telecinco | Colaborador |
| 2018; 2021    | Lazos de sangre                  | La 1      | Colaborador |
| 2018 - 2023   | Sálvame                          | Telecinco | Colaborador |
| 2018 - 2023   | Deluxe                           | Telecinco | Colaborador |
| 2019          | Sálvame Limón                    | Telecinco | Presentador |
| 2020          | ¡Quiero dinero!                  | Telecinco | Concursante |
| 2020 - 2021   | La última cena                   | Telecinco | Colaborador |
| 2022          | Sálvame Fashion Week             | Telecinco | Concursante |
| 2022          | Sálvame Mediafest                | Telecinco | Concursante |
| 2022          | Cristina de Borbón, rota de amor | Telecinco | Colaborador |
| 2022          | En el nombre de Rocío            | Telecinco | Colaborador |
| 2022          | ¿Quién es mi padre?              | Telecinco | Colaborador |
| 2023          | Plan de tarde                    | La 1      | Colaborador |
| 2023          | Focus                            | Cuatro    | Colaborador |
| 2023          | La última noche                  | Telecinco | Colaborador |
| 2023-2024     | Así es la vida                   | Telecinco | Colaborador |
| 2023-2025     | Tardear                          | Telecinco | Colaborador |
| 2024-presente | ¡De viernes!                     | Telecinco | Colaborador |
| 2025-presente | El programa de AR                | Telecinco | Colaborador |

#### Como concursante
| Año  | Programa                  | Cadena    | Notas                       |
| ---- | ------------------------- | --------- | --------------------------- |
| 2019 | Sálvame Okupa             | Telecinco | Concursante - 6.º finalista |
| 2023 | Pesadilla En El Paraíso 2 | Telecinco | Concursante - 3.º finalista |

Fiesta Colaborador